# 全日空訓練機下地島離陸失敗事故
全日空訓練機下地島離陸失敗事故（ぜんにっくうくんれんきしもじしまりりくしっぱいじこ）とは、1988年（昭和63年）5月30日に下地島空港で発生した全日本空輸機の航空事故である。

## 事故概要
1988年（昭和63年）5月30日午前11時38分頃に、沖縄県下地島空港で片方のエンジンを止めた状態での離陸訓練をしていた全日空のボーイング737-200型機が、滑走路を逸脱し、空港エプロン上で停止した。同機には操縦教員および練習生2名、合計3名が搭乗していたが死傷者はなかった。
この時の訓練は、まず一発動機模擬故障訓練（片側のエンジンを停止した状態での離陸訓練）から開始されることになっており、11時36分に管制塔から離陸許可を得た。この時、管制塔からの気象情報として、風向きが磁方位に対して100度（西微北から東微南への風）、風速は20ノット（風速約10m）と伝えられた。一方、訓練生はそれまでにシミュレータによる訓練を16回、実機による操縦訓練を4回受けていたが、それまでの訓練での横風は最大でも10ノット（風速約5m）程度であり、訓練生にとっては未経験の強い横風であった。
離陸滑走を開始し、予定通り離陸決心速度に達した後に、教官は左側のエンジン推力をアイドル状態に絞った。これは前述の通り、予定された訓練内容であった。しかし、訓練生の過大なエルロン操作と過小なラダー操作では、機体の左への傾きが止まらなかった。
このため、すぐに教官が操縦を代わり、左側エンジンの出力回復操作を行なったうえで舵の操作を行なったが間に合わず、左主翼の端が接地。そのまま滑走路を逸脱し、滑走路沿いの芝生帯を横切り、空港エプロン内の南側で停止した。
事故機は機体各部を損傷し、損傷した左主翼から燃料漏れを起こしたものの負傷者は出なかった。またこの事故を受けて下地島空港は滑走路を24分間閉鎖した。

## 原因
1988年9月30日付けで、航空事故調査委員会は、本事故の原因を、強い横風下で、横風に対応する十分な訓練を受けていなかった練習生の操舵が的確でなかったため、機体が左に急激に回頭し次いで左にロールして、左翼端等を接地するに至ったためとし、操縦教員が回復動作を行ったものの、左翼端等が接地するまでの間が極めて短時間であったため奏功しなかった、との航空事故調査報告書を発表した。
なお事故機は修理を受けて再び使用されたが、1998年に売却されている。